# Volmerange-les-Mines
Volmerange-les-Mines é uma comuna francesa na região administrativa de Grande Leste, no departamento de Mosela. Estende-se por uma área de 35,48 km². Em 2010 a comuna tinha 2 269 habitantes (densidade: 175,6 hab./km²).
Está situada ao norte de Thionville e faz divisa com a cidade de Dudelange no Luxemburgo.